# ارمنی‌های لهستان
ارمنی‌های لهستان دارای یک حضور مهم و تاریخی هستند که به سده چهاردهم میلادی بازمی‌گردد. بر طبق آمار سال ۲۰۱۱ میلادی، لهستان حدود ۳٬۰۰۰ نفر خود را ارمنی معرفی کرده‌اند با وجود این، سایت‌های متمایل به منابع ارمنی جمعیت ارمنی‌های لهستان را حدود ۹۲۰۰۰ نفر ذکر می‌کنند.

## تاریخ
در مورد آغاز حضور ارمنی‌ها در لهستان آدولف نووازینسکی، که یک نویسنده لهستانی است شرح زیر را از ارمنی‌های لهستان ارائه می‌دهد.
«خیلی بیش از سقوط پادشاهی ارمنی کیلیکیه در سال ۱۳۷۵ میلادی ارمنی‌ها نزد ما حضور پیدا کردند و از سوی «دیوید» [David Igorevich] پادشاه گالیسیا به اینجا دعوت شده‌اند. ارمنی‌های مهاجر، مشتی از خاک وطنشان را در قطعه‌ای از لباسشان به همراه آورده و در جنوب روسیه به سمت قفقاز و در سرزمین کازاک‌ها پراکنده شده بودند. در حالی که ۵۰۰۰۰ نفر از آنان به لهستان آمدند؛ سپس جریانات جدیدی از مهاجرت ارمنی‌ها به صورت فواصل زمانی معین از سراشیبی پنتوس به سمت منطقه مهمان نواز سارماتیسم آمدند و باید گفته شود که این مهمانان که از یک چنین مسافتی آمدند ثابت کردند که خودشان افرادی پر تحمل، تا حد زیادی مفید و پسندیده هستند. آن‌ها عمدتاً در برخی اماکن و محله‌ها اقامت گزیدند و تبدیل به هسته اصلی طبقه تاجر لهستان شدند. ارمنی‌ها در شهر لووف که میهن دوست‌ترین مرکز لهستان است اقامت گزیدند و پیشرفت تئاتر آن شهر تا حد زیادی مدیون درخشش مهاجران ارمنی بود. در شهرهای بوکوفینا و گالیسیا ارمنی‌ها نقش اساسی در زندگی اجتماعی، سیاسی، صنعت و دانش ایفا نمودند.»
بر اثر مهاجرت‌های موفق، ارمنی‌های لهستان یک جمعیت ۵۰۰۰ نفری را تشکیل دادند. آن‌ها مورد استقبال پادشاه لهستان قرار گرفته و نه تنها به آن‌ها آزادی‌های دینی بلکه امتیازات سیاسی نیز اعطا گردید. کازیمیر کبیر به ارمنی‌های کامیانتس-پودیلسکیی در ۱۳۴۴ میلادی و ارمنی‌های لووف در ۱۳۵۶ میلادی حق تأسیس شورای ملی را منحصراً به ارمنی‌ها داد که موسوم به «وویت» [Voit] بود. این شورا متشکل از دوازده قاضی بود که امور مربوط به ارمنی‌ها را کاملاً به‌طور مستقل اداره می‌کردند. تمامی کارها و بررسی‌ها به زبان ارمنی و مطابق با قوانین آن ملت انجام می‌شد. ارمنی‌های لووف در سال ۱۱۸۳ میلادی یک کلیسای چوبی ساختند. در سال ۱۳۶۳ میلادی یک ساختمان بزرگ سنگی جایگزین آن شد که تبدیل به حوزه اسقفی ارمنی‌ها در لهستان و مولداوی گشت.

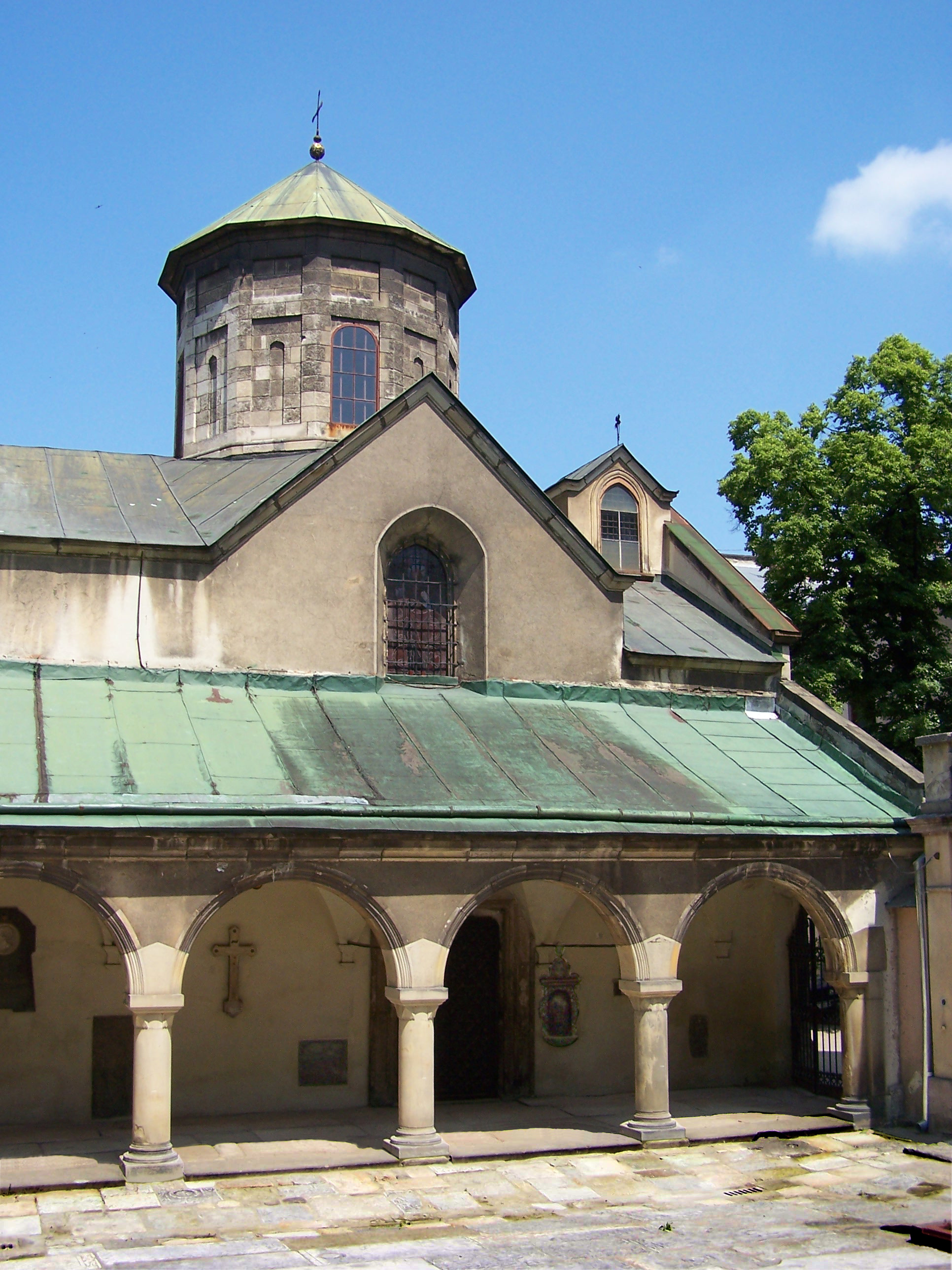
کلیسای ارمنی در لووف

در سال ۱۵۱۶ میلادی شاه سیگیسموند یکم اجازه تأسیس یک مرکز اشرافی و ثروتمند سنتی ارمنی در لووف موسوم به «راتوش» [Ratoushé] را داد زندگی صلح‌آمیز ارمنیان در سال ۱۶۲۶ میلادی به زحمت افتاد. یک راهب به نام میکولاژ توروسوویچ به یک اسقف در ۱۶۲۶ به وسیلهٔ ملکیسدک که معاون جاثلیق پیشین واغارشاپات بود فرمان داد که از اعاده وضع آن واحد به حالت کلیسای کاتولیک رومی حمایت کند. علی‌رغم شکاف بعدی بین اکثریت جامعه ارمنی و پیروان اندک توروسیوویچ جامعه ارمنی سرانجام به سمت مشارکت با حوزه تشکیل دهنده کلیسای کاتولیک ارمنی که دارای نوعی سلسله مراتب جداگانه برای انجام مراسم ارمنی است گام برداشت.
بخشی از مهاجرین لووف که تعدادشان به ده هزار نفر می‌رسید در مولداوی اقامت گزیدند و در طی جنگ بزرگ عثمانی در سال ۱۶۷۱ میلادی از آن جا به بوکوفینا و ترانسیلوانیا نقل مکان کردند. در بوکوفینا آن‌ها در دو شهر سوچه‌آوا و «ویسینیتی» [vicinity] زندگی کردند. در ترانسیلوانیا آن‌ها دو محله را بنا نمودند که به علت توجه خاص از سوی کارل ششم امپراتور اتریش محله‌های آزاد اعلام شد.
منشأ ارمنی تعدادی از خانواده‌های لهستانی، قبل از جنگ جهانی دوم به راحتی قابل شناختن بودند. آن‌ها بین خودشان ازدواج کرده و اگر به زیارت‌های مذهبی می‌رفتند ترجیح می‌دادند که از کلیسای جامع لووف که تحت‌الهام از کلیسای آنی ساخته شده بود دیدن کنند. آخرین اسقف ارمنی لهستان هوسپ تئودورویچ بود که به عنوان رئیس جامعه ارمنی به همراه همقطاران لاتینی و یونانیش عضو مجلس سنای امپراتوری اتریش-مجارستان بود.

## ارمنی‌های لهستان در سده بیستم

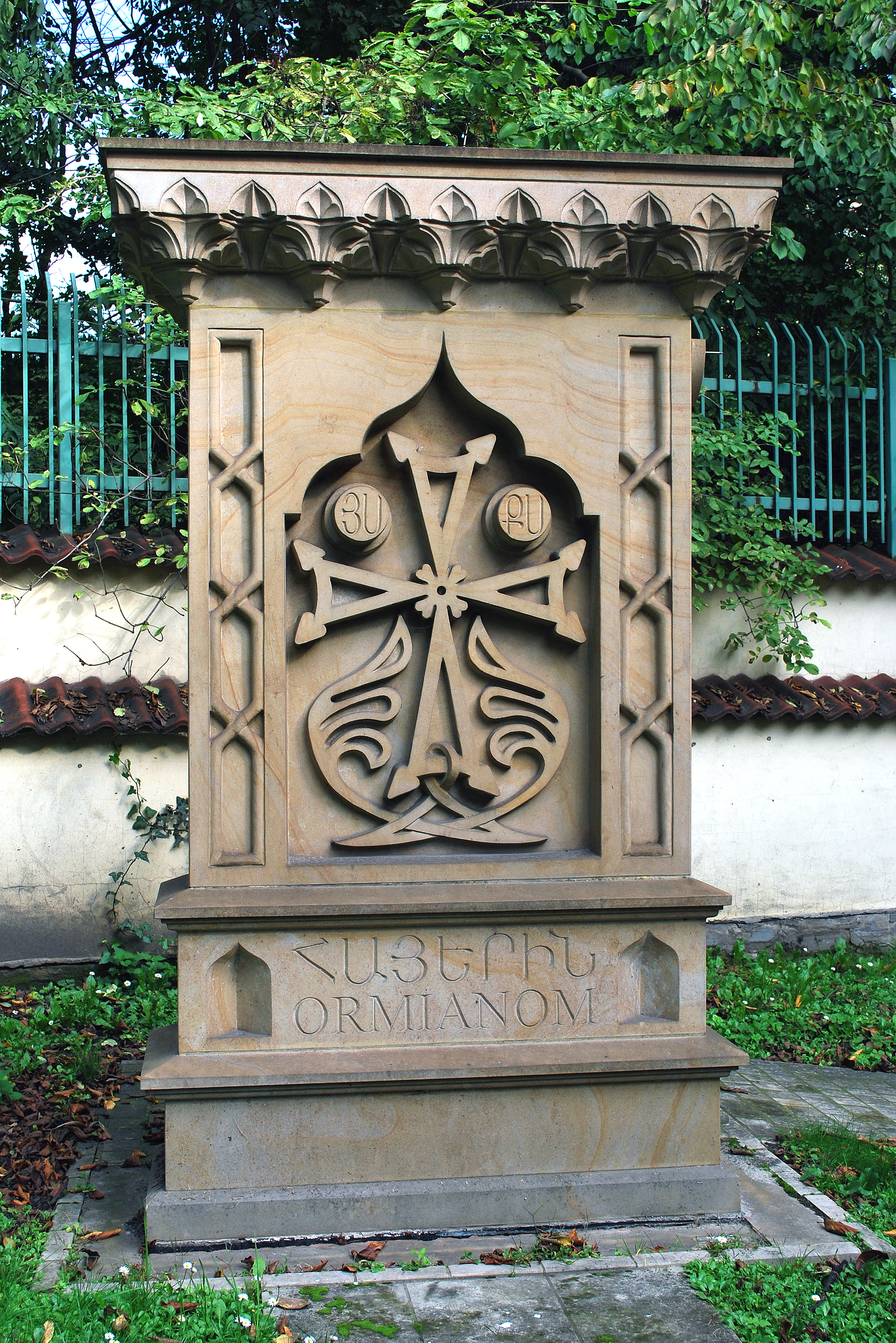
خاچکار در کراکوف

در آغاز سده بیستم، حدود ۶۰۰۰ ارمنی در لهستان زندگی می‌کردند که عمدتاً در شرق گالیسیا (اوکراین شرقی امروزی) با مراکزی در لووف، ایوانو-فرانکیفسک، برژانی، کوتی، لیسیک، هورودنکا، تلوماچ و سنیاتین زندگی می‌کردند. ارمنی‌های لهستان از جنبش‌های استقلال طلبانه لهستان در طی جنگ جهانی اول حمایت می‌کردند.
بعد از تلفات سنگین جانی لهستان در طی جنگ جهانی دوم، جامعه ارمنی به این ترتیب تلفات جانی دومی را تحمل نمود. مناطقی از لهستان نظیر گالیسیای شرقی که در آنجا ارمنی‌ها متمرکز بودند به عنوان قسمتی از توافقات ناشی از کنفرانس یالتا به خاک اتحاد جماهیر سوسیالیستی شوروی منضم شد. در نتیجه، جامعه ارمنی لهستان در کل این کشور پراکنده شدند. تعدادی از آن‌ها مجدداً در محله‌هایی در شمال و غرب لهستان نظیر کراکوف، گلیویتسه، اوپوله، وروتسواف، پوزنان، گدانسک و ورشو سکونت گزیدند.
به منظور مقابله با این پراکندگی، آن‌ها شروع به تشکیل انجمنهای فرهنگی ارمنی نمودند. علاوه بر این کلیسای کاتولیک دو حوزه مذهبی ارمنی را یکی در گدانسک و دیگری در گلیویتسه باز کرد در حالی که کلیسای کاتولیک روم در محله‌های دیگر نظیر «سنت گیلز» [St. Giles] در کراکوف گاه گاهی خدمات دینی ارمنی را برای جامعه ارمنیان محلی انجام می‌دادند.
تعدادی از مظاهر و اشیاء فرهنگی ارمنی را هنوز می‌توان در مرزهای کنونی لهستان به ویژه در زاموشچ و ژشوف یافت. علاوه بر این تعدادی از چلیپاسنگ‌ها در جلوی کلیساهایی در ورشو، کراکوف و البلنگ به عنوان بناهای یادبود قربانیان نسل‌کشی ارمنی‌ها برپا شده‌اند.

## ارمنی‌های امروز لهستان
اکثر ارمنی‌های کنونی ساکن در لهستان، بیشتر ارامنه‌ای هستند که بعد از فروپاشی شوروی به لهستان آمده‌اند تا ارمنی‌های قدیمی تر. بعد از فروپاشی شوروی، هزاران ارمنی در جستجوی فرصت‌های بهتر زندگی به لهستان آمدند؛ تخمین زده می‌شود که چیزی بین ۴۰۰۰۰ تا ۸۰۰۰۰ ارمنی در لهستان امروز وجود داشته باشد که تنها ۸۰۰۰ نفر از ارمنی‌های قدیمی به صورت خود خوانده خود را ارمنی معرفی کرده‌اند.
شالوده فرهنگ و میراث فرهنگی ارمنی‌های لهستان مبتنی بر تلاش‌های کاردینال ژوزف گلمپ پیشوای حوزه اسقفی ارمنی‌های کاتولیک لهستان است که در هفتم آوریل ۲۰۰۶ از کتاب‌ها، نقاشی‌ها، آثار مذهبی که از خطر از میان رفتن هنگامی که از کلیساهای ارمنی واقع در قسمت‌های پیشین شرقی لهستان که تحت تسخیر شوروی‌ها در طی جنگ جهانی دوم بود مواظبت نمود.
حوزه کلیسای ارمنی‌های کاتولیک که از لحاظ تاریخی در گالیسیا و نیز در قبل از ۱۹۳۹ در مرزهای نزدیک لهستان در شرق بود امروزه دارای دو مرکز اصلی یکی در گدانسک و دیگری در گلیویتسه است.
همچنین امروزه مدارسی در لهستان وجود دارند که اخیراً رشته‌هایی را افتتاح یا اضافه کرده‌اند که زبان و فرهنگ ارمنی را هم به صورت منظم و هم به صورت تکمیلی در دو شهر ورشو و کراکوف تعلیم می‌دهند.

## ارمنی‌های سرشناس لهستان
- کاژتان آبگاروویچ، (۱۸۵۶–۱۹۰۹)، نویسنده
- کارول آنتونویچ، (۱۸۰۷–۱۸۵۲)، شاعر و میسیونر
- تئودور آکسنتوویچ، (۱۸۵۳–۱۹۳۸)، نقاش
- آنا دیمنا، هنرپیشه تئاتر و سینما
- زبیگنیف خربرت، (۱۹۲۴–۱۹۹۸)، شاعر و مقاله نویس
- تادئوس وارداپت ایساهاکیان-زالکسی، کشیش کاتولیک، مورخ، خیر
- یژی کاوالروویچ، (۱۹۲۲–۲۰۰۷)، کارگردان فیلم
- روبرت ماکلوویچ، روزنامه‌نگار
- کریستف پندرسکی، آهنگساز و رهبر ارکستر
- گژگوش پیراموویچ، (۱۷۵۳–۱۸۰۱)، کشیش کاتولیک، معلم و فیلسوف
- یولیوش سواتسکی، (۱۸۰۹–۱۸۴۹)، شاعر، دیپلمات، و نویسنده
- شیون شیمونوویتس، (۱۵۵۸–۱۶۲۹)، شاعر
- هوسپ تئودورویچ، (۱۸۶۴–۱۹۳۸)، اسقف اعظم ارمنی‌های کاتولیک لووف که به خاطر کارهای اجتماعی و مذهبیش معروف است.